# Frankee
Frankee de son vrai nom Nicole Francine Aiello née le 9 juin 1983 à Staten Island aux États-Unis est une chanteuse de pop, elle sort son premier album en 2004 intitulé The Good, The Bad, The Ugly et sort son premier single F.U.R.B. (F**k You Right Back) où elle répond à Eamon.

## Discographie

### Albums studio
- 2004 : The Good, The Bad, The Ugly

### Singles
- 2004

F.U.R.B. (F**k You Right Back)
How You Do